# Baronesa (G.I. Joe)
La Baronesa es un personaje ficticio de la línea de juguetes G.I. Joe: A Real American Hero de Hasbro, que apareció originalmente en el primer número de la serie de cómics G.I. Joe: A Real American Hero de Marvel Comics en junio de 1982. La Baronesa es una villana, asociada con el némesis del Equipo G.I. Joe, Cobra.
Baronesa se desempeña como oficial de inteligencia de Cobra y teniente del Comandante Cobra. Con cabello largo y oscuro, anteojos con montura negra y un atuendo de cuero negro, Baronesa es una mujer fatal oscura y sensual cuya belleza solo se compara con su crueldad. A menudo se la retrata como involucrada románticamente con Destro.
Ella fue el primer personaje en pasar de los cómics a la serie animada y finalmente a la línea de juguetes. Hizo su debut como figura de acción en la serie de 1984, vistiendo un nuevo uniforme que luego se trasladó al cómic y la caricatura. El personaje fue interpretado por la actriz Sienna Miller en la película de 2009 G.I. Joe: The Rise of Cobra; ella es interpretada por Úrsula Corberó en la película de 2021 Snake Eyes.

## Perfil
La hija mimada de los aristócratas europeos, Anastasia Cisarovna se involucró primero en el radicalismo estudiantil, incursionó en grupos marginales extremistas y finalmente se graduó en terrorismo internacional. Se cree que fue entrenada como espía y sabotaje en una instalación exclusiva dirigida por una antigua agencia de inteligencia del Pacto de Varsovia. Oficialmente jefa de operaciones de inteligencia Cobra, la Baronesa es una experta de clase mundial en criptografía, guerra psicológica y bioquímica irritantes de la piel. Ella también tiene viejos vínculos y lealtades con Destro y es la única que conoce su identidad secreta. La Baronesa se sometió a una extensa cirugía plástica después de sufrir quemaduras graves durante una operación de ataque nocturno de Cobra. Está llena de contradicciones: cínica pero romántica, calculadora pero ingenua, contundente y propensa a andarse por las ramas. Ella es una experta calificada con un M-16, AK-47, RPG-7 y Uzi. También es una operadora de tanques H.I.S.S. calificada y competente en la operación de helicópteros y aeronaves de ala fija de varios tipos.

## Juguetes
La Baronesa se introdujo en la línea de juguetes en 1984, vistiendo su característico atuendo de cuero negro. Después de que la línea fuera cancelada en 1994, Hasbro hizo varios intentos de revivir las figuras de acción de G.I. Joe a través de repintados. En 1997, el molde original se volvió a pintar en azul para incluirlo en el paquete de 3 Cobra Command Team. En 2000, el molde se volvió a pintar, en negro con detalles en rojo, como el nuevo personaje "Chameleon" (un doble de la Baronesa creado para eludir un problema de marca registrada).
En 2002, Hasbro relanzó la línea "Real American Hero" y se lanzó una nueva versión de Baronesa en la tercera ola de figuras, con un uniforme muy inspirado en la figura de acción original. Una segunda figura de la Baronesa fue lanzada en 2004, para la línea "Valor vs Venom". Una vez más vistiendo un uniforme azul, esta cifra estaba mejor proporcionada y se basaba aún más en la cifra de 1984. Este molde se volvió a pintar en negro y se lanzó nuevamente en 2005.

### 25 aniversario
2007 es el aniversario del lanzamiento de G.I. Joe: A Real American Hero, la tercera gran reinvención de la marca G.I. Joe desde 1964. Para celebrarlo, Hasbro creó dos cajas de figuras completamente nuevas, con escultura moderna y articulación mejorada y mejorada (incluida la sustitución de la construcción de junta tórica de marca registrada de G.I. Joe). La baronesa está incluida en el conjunto Cobra, junto con el Comandante Cobra, Destro, Storm Shadow y un Soldado Cobra. En 2008 se lanzó otra versión con una nueva cabeza esculpida. Esta versión de la Baronesa se hizo para parecerse a su aparición en "The M.A.S.S. Device".

## Libros de historietas

### Historia temprana
La Baronesa es hija de ricos aristócratas europeos. Pasa años denunciando la hipocresía del gobierno estadounidense, convirtiéndose en una participante activa en grupos revolucionarios militantes y eventualmente convirtiéndose en miembro de Cobra.

### Marvel Comics
La Baronesa apareció por primera vez en la serie de Marvel Comics G.I. Joe: A Real American Hero #1. Ella es fundamental en la primera gran ofensiva de Cobra contra G.I. Joe, Operation: Lady Doomsday. Haciéndose pasar por reportera, Baronesa secuestra a la Dra. Adele Burkhart y la lleva de regreso a la isla fortaleza de Cobra. A pesar de disfrazarse de Doctor, los Joes rescatan al correcto y destruyen la fortaleza. La Baronesa y el Comandante Cobra escapan.
Cuando el Comandante Cobra contrata a Destro por primera vez para salvar una misión en Alaska, la Baronesa revela que tiene una asociación pasada con el hombre enmascarado, pero se niega a dar detalles.
Evadiendo el asalto de G.I. Joe, la Baronesa y Scar-Face escapan en un avión, pero la baronesa no puede dejar pasar la oportunidad de volar la pequeña isla donde Snake Eyes, Kwinn el Eskimo, Doctor Venom están enzarzados en una batalla. Justo antes de que caigan las bombas, Kwinn empuja a los otros dos al búnker de la isla.
La Baronesa y el Comandante Cobra descubren que el Dr. Venom ha omitido una parte vital de la toxina y el micropunto apunta a los Joes al cuartel general de Springfield. Esto estaba de acuerdo con el plan de Destro; Scar-Face está trabajando para él. Destro no se había dado cuenta de que la Baronesa estaba con el Comandante y organiza una misión de distracción exitosa.
El aliado del Comandante Cobra, Mayor Bludd, busca una oportunidad para matar a Destro. Esto ocurre durante una batalla de tanques; La Baronesa se sacrifica para salvar a Destro. Bludd tiene la oportunidad de liberarla, pero huye dejándola en una explosión.
Aparentemente muerta en la pelea, la Baronesa es de hecho rescatada después de la batalla y llevada al Hospital Naval de Bethesda, donde yace gravemente quemada y en coma. Cuando el Joe Grand Slam detiene al Myor Bludd, la Baronesa también es trasladada a la sede de G.I. Joe en Staten Island. Atrayendo a Cobra para que ataque la base después de capturar a Scar-Face en Trípoli, Libia, los Joes instigan una gran escaramuza en su propio cuartel general. Durante la batalla, el Mayor Bludd mata al General Flagg. Tomando a la Baronesa, deja a Scar-Face por muerto y escapa en un Cobra F.A.N.G.

#### Batalla de Springfield
No mucho después, a GI Joe se le da la ubicación del verdadero Springfield y los ataques. La Baronesa ayuda a Destro a evacuar la ciudad. Durante la batalla, se lleva a cabo el último experimento del Doctor Mindbender y se crea a Serpentor. Pensado muerto, Storm Shadow también es "resucitado" en Springfield y huye del ataque de G.I. Joe con los Dreadnoks. Destro logra evacuar con éxito toda la ciudad mientras Serpentor lucha contra una acción de contención. Aunque la Baronesa sugiere que se vayan y obtengan toda la gloria ellos mismos, Destro elige extraer a Serpentor y sus fuerzas.
Al llegar a la Isla Cobra, Serpentor comienza a usurpar el liderazgo del Comandante, y la Baronesa se apresura a ponerse al día con él, al ver que se pasan las riendas del poder. Cuando el Comandante y Destro son enterrados vivos bajo el Pozo II. La Baronesa hace volar una serpiente de cascabel sobre los escombros y deja caer una corona de flores para llorar la muerte de su amante separado.
Durante un tiempo, la Baronesa se alía por completo con Serpentor y está a cargo de la operación Terror Drome en Sierra Gordo cuando el agente de G.I. Joe Flint es capturado y llevado a la base. Cuando el Dr. Mindbender lo somete al Brainwave Scanner y no obtiene reacciones faciales, sospecha que Joe lleva una máscara. Al quitárselo, la baronesa confirma la identidad de la cara con cicatrices masivas debajo: en realidad es Snake Eyes disfrazado. Mientras G.I. Joe ataca el Terror Drome, Snake Eyes se traslada, junto con el Scanner, al nuevo Consulado de Cobra en Nueva York.
Mientras lo someten nuevamente al Escáner, el consulado es atacado por Scarlett y Storm Shadow, ansiosos por rescatar a su aliado. Disfrazada como una señora de la limpieza nocturna, Scarlett se infiltra en el consulado, mientras que el hermano ninja de Snake Eyes irrumpe en el edificio utilizando el sistema de alcantarillado de la ciudad de Nueva York. Usando un escáner de rayos X, la baronesa se enfrenta a Scarlett, pero ella se sorprende cuando el lobo de Snake Eyes, Timber, salta hacia ella. Mientras Storm Shadow rescata a Snake Eyes en el piso de arriba, Scarlett domina a la baronesa, le quita el uniforme y la deja atada y amordazada en un armario cercano. Abriéndose camino hacia el vestíbulo, Snake Eyes y Storm Shadow son "recapturados" por Scarlett, disfrazada de la Baronesa, y los tres escapan por la entrada principal del consulado.
Más tarde, el equipo de G.I. Joe provoca una interrupción masiva del Consulado en un intento exitoso de colocar una escucha telefónica en el edificio. Derrotada, la Baronesa es llamada a la isla Cobra, donde se ha producido un cisma en el liderazgo de Cobra: el Comandante Cobra ha regresado. Con la baronesa capaz de identificar el rostro real del Comandante, la suben a un helicóptero de transporte con él y le quitan el casco. Debajo no está el Comandante, sino uno de los Crimson Guardsmen, Fred VII. Afirmando que el Comandante se retiró para estar con su hijo Billy (una mentira, Fred en realidad disparó y enterró al Comandante en Denver), la Baronesa sigue al falso Comandante y usurpa el control de Cobra de un Serpentor avergonzado e impopular.
Ahora, al mando de facto de Cobra, la Baronesa se ve obligada a llevar a Fred VII en una misión a la órbita para destruir un satélite espía que amenaza con deshacer el complot Terrodrome de Serpentor. Cuando el Cobra Shuttle es atacado por el G.I. Joe Defiant, la Baronesa queda inconsciente, dejando a Fred VII para llevar a Cobra a una pequeña victoria. Ahora, engreído y ebrio de poder, Fred arrastra consigo la reputación de la Baronesa, mientras conduce torpemente a Cobra a la derrota en Frusenland, donde Battleforce 2000 descubre la verdad sobre los Terror Dromes, a pesar de los mejores esfuerzos de la Baronesa por derrotarlos.

#### Guerra Civil Cobra
Al regresar a la Isla Cobra, la Baronesa está presente como lacayo de Serpentor, Star-Viper regresa de una misión para infiltrarse en la nueva base de G.I. Joe, Pozo III, en Utah. En busca de una victoria clara para recuperar el apoyo de las tropas, la ceremonia se convierte en una batalla de palabras que estalla en la Guerra Civil Cobra. Como líder de la primera ofensiva, Serpentor toma prisionera a la Baronesa y la amarra a la parte delantera de su tanque HISS para disuadir a cualquiera de dispararle.
En esta guerra que lo abarca todo, el equipo de G.I. Joe llega para reforzar las filas de Serpentor, mientras que Destro aparece con su propia facción: los Iron Grenadiers. Mientras G.I. Joe, Serpentor y el "Comandante" se destrozan, Destro toma el aeródromo y espera su oportunidad. Justo cuando el ejército de Fred parece perdido, Zartan dispara una flecha y mata a Serpentor desde el otro lado del campo de batalla. Con su líder caído, Mindbender pide una tregua con el "Comandante". Unidos contra Destro, Cobra reunificada se sorprende al descubrir que Destro solo quiere una cosa: la Baronesa.
Tomando su premio, Destro se retira a su yate. Ella revela la verdadera identidad del Comandante actual, y juntos son testigos de la retirada sin ceremonias de G.I. Joe de la isla. Después de ayudar a los Joe a limpiar su reputación tras la Guerra Civil, Destro y Baronesa se retiran al Castillo Destro en Escocia, ansiosos por dejar atrás la intriga y el peligro. Lamentablemente, el "Comandante" quiere derrotar a sus enemigos y organiza un asalto al castillo de Destro. Convirtiendo la situación a su favor, Destro captura al "Comandante" y efectivamente toma el control de Cobra.
Esperando un estatus privilegiado en este nuevo Cobra unificado, la Baronesa está disgustada al descubrir que ha sido emparejada con Zarana para dirigir el Consulado Cobra en Nueva York. Los dos incluso se involucran en una pelea que termina con Zarana empujando a la Baronesa por la puerta lateral de un helicóptero Cobra en pleno vuelo. Sin embargo, la Baronesa logra agarrar una de las ruedas del helicóptero justo cuando aterriza sobre la embajada de Cobra.
Zarana ha implantado recuerdos falsos en los miembros de G.I. Joe Clutch y Rock 'n Roll en Broca Beach. Traicionando a Zarana, la Baronesa filtra la noticia de que los Joe serán trasladados a un submarino Cobra frente a la costa de Nueva Jersey donde "escaparán". Al mismo tiempo, Snake Eyes y Scarlett viajaron a Suiza para arreglar la cara de Snake Eyes. En otro momento del destino, Snake Eyes se encuentra con el Dr. Hundtkinder, el mismo cirujano que trató a la Baronesa. Al enviarle por fax una foto de Snake Eyes antes de su desfiguración, la Baronesa se da cuenta de que él es el hombre que le disparó a su hermano. No dispuesta a dejar que se le escurra de nuevo entre los dedos, ahora que sabe la verdad, la Baronesa sabotea la furgoneta de Zarana, lo que permite que los Joe capturen a los Dreadnoks y rescaten a Clutch y Rock 'n Roll. Encerrada en la enfermería del cuartel general de G.I. Joe, Zarana aparece en buenas condiciones ya que, tal vez bajo la influencia de analgésicos, les cuenta a los Joe sobre el viaje de la Baronesa a Suiza. Pero es demasiado tarde.
El combate de la Baronesa asalta el Instituto de Berna en una ola de violencia fuera de control. Atrapando a Scarlett y a Snake Eyes en recuperación, le dispara a Scarlett en la cabeza y lleva a Snake Eyes de regreso a Nueva York. Sosteniéndolo en el sótano del consulado, Baronesa está lista para ver a los hermanos Paine torturar a Snake Eyes para su placer, pero Destro llega para obtener respuestas sobre la captura de Zarana. Ella les informa a los hermanos que vigilen a Snake Eyes, pero se ve obligada a mantener la cara seria cuando Snake Eyes domina a los hermanos Paine y escapa al Consulado propiamente dicho. Mientras tanto, Stalker, Storm Shadow y el exmiembro de la Guardia Crimson Fred II (Wade Collins) han estado escuchando los procedimientos en la escucha telefónica de GI Joe. Aprovechando la oportunidad para apresurarse en el consulado, logran llegar a la mitad del edificio antes de que Snake Eyes detone una gran cantidad de C-4, incendiando la parte superior del edificio y amenazando con derribar todo el ático. La baronesa y una pequeña fuerza de Cobra Troops se han atrincherado en el interior y observan impotentes cómo Storm Shadow escala el costado del edificio y se prepara para ingresar al ático.
Una vez dentro, Storm Shadow llama a Snake Eyes, quien se revela disfrazado de soldado Cobra. Los dos diezman a todo el ejército Cobra, justo cuando el edificio cede bajo el daño masivo causado por las explosiones. La baronesa cae, solo para ser atrapada por Snake Eyes. Todavía llena de odio, apunta con su pistola a Snake Eyes cuando Destro regresa en su helicóptero y le explica lo que él y su padre vieron ese día en Tet '68. Confundida, la baronesa está a punto de apretar el gatillo cuando otra explosión sacude el edificio. Snake Eyes pierde su control y ella se precipita hacia su muerte solo para ser rescatada esta vez por Storm Shadow, quien le dice que no la dejará tomar el camino más fácil con todos los pecados que ha estado cargando.
Los ninjas la ayudan a subir al helicóptero de Destro y son rescatados por el Tomahawk. Rota por la revelación de su odio equivocado, la Baronesa planea dejar Cobra y descubrir hacia dónde se dirige su vida, lo que incluso deja al General Hawk preguntándose si es realmente posible que alguien como la Baronesa realmente pueda cambiar. En un momento de absoluta devoción, Destro se quita la máscara familiar y la tira a un lado. Juntos, James y Anastasia se retiran de Cobra.
Después de dejar a los Iron Grenadiers en Darklon, la pareja regresa al Castillo Destro y disfruta de un período de tranquila reflexión. Sin embargo, en su ausencia, Cobra sufre una revolución dramática cuando regresa el Comandante Cobra original y entierra a la mayor parte del Alto Mando de Cobra en un carguero bajo el volcán en la Isla Cobra. Después de un intento fallido de matar a Storm Shadow, el Comandante vuelve su mirada hacia los dos últimos traidores a su causa: James y Ana.

#### Regreso a Cobra
Informados del plan por Metal-Head, el espía de Destro en Cobra, la pareja se prepara para defender el castillo de un asalto total. Destro y la baronesa logran huir del castillo antes de que sea destruido, pero mientras huyen, la Baronesa es golpeada y hecha prisionera por el Comandante Cobra. Sometida al Escáner de ondas cerebrales, a la baronesa se le implantan comandos mientras el Comandante libra una recompensa total de búsqueda y destrucción en Destro. Cuando se invierten las cosas, el Comandante no solo acepta devolver a la Baronesa, sino también darle a Destro el Castillo Silencioso en Trans-Carpatia, en reparación por el Castillo que destruyó.
En una traición doble, las sugestiones hipnóticas de la Baronesa son activadas por la señal de radio de un Huracán Cobra. Antes de que la Baronesa pueda dominar a Destro, son atacados por Slice y Dice, quienes lideran a los Red Ninjas que habitan en los subsótanos del Castillo. Mientras luchan por sobrevivir, el equipo G.I. Joe (llamado para protección por Destro) lucha con un equipo avanzado de tropas Cobra. El G.I. Joe Ninja Force llega para defender a Destro, mientras que el Comandante aparece para manejar personalmente el asunto y la lucha se intensifica en todos los lados. Destro suaviza las emociones endurecidas de la Baronesa transformando su castillo para ella.
Los dos son perseguidos, capturados y escapan de Cobra nuevamente. Esta vez, las fuerzas contra ellos incluyen al Dr. Biggles Jones y a la aparente traidora de Joe, Scarlett. Destro y la Baronesa se alían con G.I. Joe y son llevados a una isla Cobra abandonada, donde conocen a Zartan. Después de revelar los planes de Cobra para revivir al Dr. Mindbender, Zartan regresa a Trans-Carpathia con la pareja y recupera el castillo de manos de una tripulación mínima de tropas Cobra.
Disfrutando de otro breve respiro de Cobra, Billy se une al trío, regresado de lugares desconocidos. Sin embargo, demasiado pronto, llega el Comandante Cobra y activa los implantes cerebrales tanto en Destro como en Zartan, doblándolos a su voluntad. Aunque la baronesa y Billy utilizan los pasajes secretos del castillo para evadir la captura, el propio Destro los frustra. Después de ser torturado por un tiempo, Billy está listo para romper, y la baronesa hace todo lo posible para mantenerlo unido. Pero Billy se vuelve contra su compañera de celda y la delata por intentar escapar. Cuando los dos son llevados a la sala de control, Billy corre como un loco hacia la consola y lanza un misil balístico intercontinental, alertando a G.I. Joe de lo que sucede en Trans-Carpathia.
A cambio de engañarlo, el comandante no solo patea a la baronesa en la cara, sino que procede a capturar a Storm Shadow y reconfigurar las mentes de los tres con el escáner de ondas cerebrales. Cuando Snake Eyes llega para rescatarlos a todos, la Baronesa emerge como parte de Cobra Renewed y ayuda a encaminar a Snake Eyes y la fuerza de extracción de G.I. Joe. Cuando el Comandante es tomado temporalmente como rehén, la Baronesa da un paso al frente y asume el control de Cobra, restableciendo sus habilidades como comandante de campo.
La serie termina aquí, con la Baronesa todavía como miembro voluntaria de Cobra.

### Devil's Due
En "La misión que nunca existió", se revela que los miembros principales de G.I. Joe fueron enviados a una misión final, lo que resultó en que el escáner de ondas cerebrales de Cobra fuera corrompido por un virus que se propagó por la totalidad de su computadora central. Lisiado y derrotado, Cobra luego cayó en un "ataque militar unificado" (este ataque nunca se detalla en una historia, pero se insinúa en varias entradas de "Archivos de batalla"). Un efecto secundario de esta confluencia de eventos fue la incapacitación del escáner de ondas cerebrales. Sin la "automedicación" repetida a través del escáner, la baronesa se liberó de su lealtad artificial a Cobra. Los dos regresaron a Trans-Carpathia y se retiraron de la intriga y el peligro de Cobra, pero continuaron reconstruyendo M.A.R.S. estableciendo un puesto de avanzada en Escocia.
Cuando Destro enfermó y su hijo ilegítimo Alexander se hizo cargo de M.A.R.S. y la identidad de Destro, Baronesa se vio obligada a acompañarlo para mantener a James a salvo. Resistiéndose estoicamente al plan de Alex, la Baronesa lo regaña con comparaciones desfavorables con su padre. Manteniendo al comandante en Escocia, junto con Snake Eyes y Scarlett, la Baronesa se ve obligada a ver a la estratega de Alexander, Mistress Armada, revelar secretos al enemigo. Cuando el plan de Alexander falla inevitablemente, la Baronesa lo rescata a él y a Armada, solo para entregarlos a un James Destro hirviendo, pero curado, para que los castigue.
Varias facciones criminales, interesadas en aprender todo lo que puedan sobre el Comandante Cobra, capturan a la Baronesa y Flint. Los dos están atados y torturados. Baronesa se libera usando sus anteojos para cortar las ataduras y los dos trabajan juntos para escapar. Destro y sus Iron Grenadiers la rescatan de forma segura; como "regalo" de despedida, la Baronesa besa a Flint justo en frente de su amor, Lady Jaye.
La Baronesa trabaja con Zandar en un complot para rastrear al oficial encubierto de Joe, Chuckles. Matan a cuatro agentes de Joe "Greenshirts" en el proceso.
Cuando el Comandante Cobra es capturado por Serpentor y su nueva facción, Coil, Destro es convocado para liderar a Cobra en una misión de rescate. Cuando el Comandante regresa a Cobra, Destro aprovecha la oportunidad para irse definitivamente. Sin embargo, en un giro impactante, la baronesa no se une a él. Después de que un elaborado esquema es descarrilado por Duke, Destro es arrestado. El Comandante deja que la Baronesa decida el destino de Destro, y ella vota para dejar que se pudra.
Enjuiciado por la ONU, Destro cambia las tornas y ofrece la captura garantizada del Comandante Cobra para asegurar su liberación. Tomando su oferta, los Joes están encargados de transportar a Destro en tren para atraer a Cobra a una trampa. Cuando tanto el Comandante Cobra como la Baronesa llegan para liberar a Destro, el Comandante y Hawk se arrojan. Al derrotar a su enemigo, el Comandante le dispara a Hawk por la espalda, solo para que una Baronesa traidora le dispare.
La artimaña tiene éxito y el Comandante está bajo la custodia de los EE. UU., lo que deja a Destro y su esposa embarazada al mando de Cobra. Sin embargo, este período dura poco y el Comandante pronto regresa para reclamar Cobra de una vez por todas. Durante el golpe, la Baronesa y Wraith (encargados de su seguridad personal) aparentemente mueren cuando el Comandante detona el Night Raven en el que están a bordo.

### America's Elite
La Baronesa reaparece, un año después de la derrota de los Red Shadows, como prisionera en el subsótano del nuevo cuartel general de G.I. Joe, la Roca. Su existencia es conocida solo por unos pocos, incluidos el General Joseph Colton, Duke y Storm Shadow, que intenta arrebatarle información. Pero la Baronesa está totalmente consumida por su deseo por su bebé, que aparentemente llevó a término, y ha sido separada por el equipo G.I. Joe.
Storm Shadow pasó la información sobre el encarcelamiento de la Baronesa a Snake Eyes, pensando que estaba a punto de sacrificarse para salvar al Equipo G.I. Joe en el submarino de Destro. La noticia luego viaja a Stalker y Scarlett, quienes se encargan de confrontar a Colton sobre el acto atroz justo cuando la Guardia Fénix ataca la Roca. En medio de la batalla, se abre la celda de la Baronesa, y ella se dirige al techo, donde se enfrenta y golpea a fondo a Zarana (que se hacía pasar por miembro de la Guardia Fénix Friday) antes de escapar de la base de Joe.
La Baronesa es el punto focal del arco de la historia de seguimiento, "Sins of the Mother". Enfrentando a Scalpel por sus fechorías, ella lo tortura con su propio bisturí y lo deja desfigurado y al borde de la muerte. Luego solicita la ayuda del Mayor Bludd para vengarse de G.I. Joe. Enviándolo a Arabia Saudita para distraer a los Joes, la Baronesa luego rastrea y mata a Wraith. Tomando su armadura, hace un trato con el líder de Red Shadows, Wilder Vaughn, para la ubicación del Comandante Cobra. Después de lidiar con Flint (que había estado espiando a las Sombras), la Baronesa finalmente se enfrenta al Comandante Cobra, solo para ser detenida por el mismo Destro.
Llegan los Joe, incluido Flint, y se ven obligados a deponer las armas. Repitiendo sus acciones después del incidente de Yakuza, Baronesa besa a Flint, pasándole algo que le permite liberarse y convulsionando toda la confrontación. Sin embargo, la situación se calma cuando Destro le ofrece al Comandante Cobra el control de M.A.R.S. a cambio de su pequeño hijo, Eugene.
Cuando comienza la "Tercera Guerra Mundial", Storm Shadow rastrea a Destro y la baronesa hasta Japón, donde Destro accede a ayudar a G.I. Joe a luchar contra el Comandante Cobra. Consternado de que su esposo ayudaría al "enemigo", Destro se vuelve hacia ella y le dice que es solo cuestión de tiempo antes de que el Comandante Cobra los traicione y los persiga. Tiene razón, ya que el Comandante Cobra ha liberado a Dela Eden de la prisión y le ordena que mate al traficante de armas con cara de acero y a su esposa. Storm Shadow luego lleva a la pareja a visitar al equipo de G.I. Joe escondido donde Destro le informa al Coronel Colton que necesitará una pieza de tecnología M.A.R.S. para ayudar a G.I. Joe a derrotarlo. En un momento incómodo, la Baronesa se vuelve hacia Scarlett y le pregunta a la pelirroja si todavía le duele la cabeza.
Después de Barrel Roll y Recondo, quienes lograron infiltrarse en Cobra y robar un Night Raven con capa sigilosa, la baronesa viaja a Inglaterra, donde su esposo ayuda a rediseñar la tecnología Cobra que hace que Night Raven sea prácticamente invencible. Luego, la Baronesa reúne su propio ejército, cuyo nombre en código es ATHENA FORCE, y lucha contra los Iron Grenadiers de Alexander Destro en Londres, donde todos se rinden cuando ven a Destro a la cabeza del ejército de su esposa. Después de que termina la Tercera Guerra Mundial, la Baronesa vive en humildad mientras abraza a su hijo y observa a Destro en el juicio por sus crímenes contra la humanidad.

### Continuidades de Action Force

#### IPC
En el cómic Battle Action Force de IPC, Baronesa era originalmente Anna von Stromberg, hija de aristócratas austriacos. Ella se unió a una pandilla de radicales comunistas de poca monta, alentándolos a la violencia. Fingiendo su muerte y asumiendo el control del grupo bajo el nuevo nombre de Baronesa, los lidera en una serie de actos terroristas altamente destructivos en toda Europa, destruyendo refinerías de petróleo, bases aéreas y represas. Si bien habla de boquilla sobre la ideología del grupo, solo los usa para demostrar sus habilidades estratégicas a Cobra y ser contratada. Una vez que el Comandante Cobra la contacta, elimina a su grupo y se dirige a la base de la jungla de Cobra.

#### Marvel UK
La mayor parte de Action Force de Marvel UK fueron simples reimpresiones del cómic estadounidense G.I. Joe. Sin embargo, la mayoría de los números presentan una historia original de Action Force, generalmente una entrega de 5 páginas de una historia más grande. El papel de la Baronesa en estos temas fue mínimo, en el mejor de los casos.

## Animación

### Sunbow
La Baronesa hizo su primera aparición en la miniserie de G.I. Joe, The MASS Device. Ella tiene la voz de la actriz Morgan Lofting con acento europeo, que tiende a oscilar entre el germánico y el eslavo. Su encarnación animada fue una maestra del disfraz, incluso fingiendo ser un camarógrafo en un equipo de filmación. Tiene una relación sentimental con Destro, quien a menudo expresa su frustración con ella. En una ocasión, la infidelidad de Destro a la Baronesa llevó a que esta provocara la destrucción de su hogar ancestral en un acto de venganza. La Baronesa tiende a tratar de establecerse a sí misma y a Destro como líderes de Cobra, y muestra desprecio por otros miembros de Cobra, como el Comandante Cobra, Tomax y Xamot y los Dreadnoks.
En el episodio "Spell of the Siren", la Baronesa descubre una caracola que hipnotiza a los hombres con su canto de sirenas. Lo usa para atraer a la mayoría de los G.I. Joes bajo su hechizo y tomar el control de Cobra con Destro. Sin embargo, su tiempo de gobernar Cobra es de corta duración, ya que Xamot logra escapar de ella y ayuda a los Joe a romper el hechizo.
En "Worlds Without End", un grupo de Joes se encuentra con una realidad alternativa en la que Cobra gobierna los Estados Unidos y G.I. Joe ha sido casi eliminado. En esa realidad, la Baronesa es una agente doble, la amante de Steeler y el único Joe sobreviviente. El episodio termina con la Baronesa diseñando una guerra civil entre el Comandante Cobra y Destro, lo que permite a los Joes volver a su propia realidad.
La Baronesa no está directamente involucrada en la trama para crear a Serpentor en la segunda temporada, pero luego se la ve leal a él.

#### G.I. Joe: The Movie
Baronesa apareció brevemente en la película animada de 1987 G.I. Joe: The Movie. Ella expresa su desaprobación contra el Comandante Cobra y está presente en su juicio. Cuando los Joe han colocado el transmisor de energía de transmisión (B.E.T.) en un área segura, la Baronesa encuentra su ubicación y se lo informa a Cobra y Cobra-La.

### DiC
En la caricatura G.I. Joe de DIC, Morgan Lofting vuelve a interpretar la voz de Baronesa en la temporada 1, y Suzanne Errett-Balcom en la temporada 2. En la miniserie "Operation: Dragonfire", se siente molesta y humillada al escuchar que Destro la ha dejado en favor de Zarana. La Baronesa conspira con Gnawgahyde para devolver al Comandante Cobra a su forma humana. Después de lograr esto con la energía Dragonfire, conspira con él para derrocar a Serpentor y recuperar el control de Cobra. Ella convence a Destro para que se reúna, lo que hace que él deje a Zarana y se vuelve leal al Comandante Cobra una vez más.

### Spy Troops y Valor vs. Venom
La Baronesa apareció en las películas animadas CGI directas a video G.I. Joe: Spy Troops y G.I. Joe: Valor vs. Venom, con la voz de Teryl Rothery.

### Resolute
En la miniserie G.I. Joe: Resolute, la Baronesa y Destro son parte de una trama secundaria en la que han tomado como rehenes a un equipo de científicos. Roadblock, Gung-Ho y Stalker tienen que rescatarlos antes de que Destro comience a matarlos. La baronesa fue expresada por Grey DeLisle.

### Renegades
En G.I. Joe: Renegades, Baronesa aparece como la segunda al mando del Comandante Cobra, con la voz de Tatyana Yassukovich. Se desempeña como directora de comunicaciones y secretaria de relaciones públicas de Industrias Cobra. Al igual que los cómics y los otros dibujos animados, Baronesa tiene una relación sentimental con Destro.
En el episodio "Homecoming Pt. 2", se envió a Baronesa a reclamar la consola que los Joes robaron donde se estaba llevando a cabo una fiesta de Navidad de Cobra, que ahora se encuentra en un tren militar con destino a Washington. Con un casco completo y armas hechas para ella por Destro, Baronesa se infiltra en el tren militar y recupera la consola luego de una pelea con Duke y Flint. Minutos después, Storm Shadow (quien la ayudó parcialmente en el tren militar) se acerca a Baronesa y le gustaría formar una alianza con ella e Industrias Cobra.
En "Fire Fight", Baronesa y Doctor Mindbender envían a Firefly a Green Ridge para quemarlo hasta los cimientos luego de su protesta por una presa que se estaba construyendo cerca de su ciudad.
En "Imitaciones", Baronesa recogió un Molde Camaleón de un científico que lo inventó y terminó borrándole la mente al científico para que no pudiera informarlo a las autoridades. Durante el transporte, Baroness y los soldados Cobra con ella fueron emboscados por los Joe hasta que llegaron Flint y Lady Jaye (que estaban usando Zartan para rastrear a los Joe). Zartan escapó con Chameleon Mold y los Joes lo persiguieron. Cuando Flint le preguntó por qué sus hombres le dispararon, Baronesa afirmó que pensaba que estaban con los Joe. Cuando Flint llamó a Wild Bill en busca de ayuda, Baronesa fue con Flint y Lady Jaye diciendo que Zartan le robó algo. Después de que Zartan fuera derrotado, Baronesa recuperó el Molde Camaleón. Debido a una función a prueba de fallas que bloquea el ADN del primer usuario y el científico que lo inventó después de haber sido borrado mentalmente, Baronesa terminó visitando a Zartan en prisión con una oferta de "salir de la prisión" que Zartan aceptó.
En "Union of the Snake", Baronesa y Doctor Mindbender trabajaron en un complot de control mental que involucraba los teléfonos Black Adder y el desvío de las habilidades psíquicas de Tomax y Xamot. Durante ese tiempo, se revela que la familia de Baronesa ha hecho cosas que los convirtieron en enemigos de la Guardia Octubre (es decir, Red Star). Los Joes pudieron frustrar sus planes antes de que Red Star pudiera volar el castillo de Cisarovna, mientras que Tomax y Xamot escaparon temporalmente con la Baronesa y el Doctor Mindbender que controlaban la mente.
En "Cousins", la baronesa y algunos soldados acompañan al mayor Bludd en la caza de los Joe en Mississippi. Aunque los Joe los repelieron, Mayor Bludd terminó emergiendo del agua luego de un ataque de caimán donde su brazo derecho perdido terminó sorprendiendo a Baroness. En "Going Underground", Baroness operó una excavadora de excavación a control remoto para hacer túneles para Cobra Industries con el Comandante Cobra supervisando su trabajo. Después de que Snake Eyes cortó la energía de la excavadora, el Comandante Cobra le dice a Baronesa que le dé una razón por la que no debería deshacerse de ella. Baronesa le dice al Comandante Cobra que tiene a Destro y al Doctor Mindbender trabajando en un plan de respaldo.
En "Revelations Pt. 2", Baronesa lidera un grupo de Bio-Vipers para atacar a los Joes con el fin de robar el relicario de Scarlett cuando resulta que su relicario tiene parte de un cristal que se necesita para alimentar el dispositivo M.A.S.S. Scarlett y Snake Eyes luchan contra Baronesa y Doctor Mindbender en la habitación donde está el dispositivo M.A.S.S. Abrumadores Bio-Vipers terminan derrotando a Scarlett y Snake Eyes, donde un mensaje que su padre había dicho hace que Baronesa y Doctor Mindbender obliguen a Scarlett a ingresar el código en el dispositivo M.A.S.S. usando Snake Eyes como cebo. El dispositivo M.A.S.S. es un éxito cuando el profesor Patrick O'Hara emerge del dispositivo M.A.S.S. Después de que Snake Eyes termina destruyendo el M.A.S.S. Device, su destrucción provoca un agujero de gusano que succiona a Baronesa y Doctor Mindbender. Se desconoce qué les sucedió.

### Sigma 6
En la serie G.I. Joe: Sigma 6,  la Baronesa es leal al Comandante Cobra. A diferencia de sus encarnaciones anteriores, sus dedos parecen estar compuestos de metal, lo que sugiere que son de naturaleza cibernética. Si es así, se desconoce cuánto de sus manos y brazos son robóticos, ya que están cubiertos con guantes largos con solo los dedos expuestos. También se muestra que tiene la capacidad de crear duplicados holográficos de sí misma para distraer o confundir a sus oponentes.
Devil's Due creó una miniserie basada en G.I. Joe: Sigma 6. Sigue el estilo y el contenido de la serie animada, destacando a un miembro diferente de Sigma 6 y Cobra en cada número. La Baronesa aparece en el número 4, junto a Scarlett. La Baronesa secuestra a un primer ministro después de usar miembros de los Dreadnoks para distraer a Scarlett. Al final, Scarlett la encuentra y, después de algunas burlas de la Baronesa, Scarlett golpea a Baronesa y recupera al Primer Ministro.
La Baronesa también se lanzó como una figura de 64 mm (2,5 pulgadas).

## Película de acción real
Sienna Miller interpreta a la Baronesa en la película de Stephen Sommers de 2009 G.I. Joe: The Rise of Cobra. En la película, la Baronesa era originalmente Ana Lewis, la prometida de Duke a quien éste dejó por culpa de la presunta muerte de su hermano Rex. Ella es secuestrada por Rex que usa los nanomites perfeccionados en ella; como resultado, se convierte en miembro de Cobra y el color de su cabello cambia de rubio natural a negro azabache. Como agente de Cobra, Baronesa también es entrenada en ninjitsu y artes marciales por Storm Shadow, con quien trabaja para adquirir ojivas de nanomites creadas por Industrias M.A.R.S. Ella se casa con el Barón Daniel DeCobray, asumiendo el nombre de Baronesa Anastasia DeCobray, para que Cobra pueda hacer uso de su investigación para armar las ojivas de nanomites. Baronesa inicialmente no logra capturar las ojivas de G.I. Joe, pero luego invade el Pozo con Storm Shadow y Zartan, donde roba las ojivas y derrota a Scarlett en una pelea. Después de capturar a Duke en París y llevarlo a la base ártica de Cobra, Ana supera su programación y salva a Duke, ayudándolo a llevar al Comandante Cobra y Destro ante la justicia. Ana es detenida a bordo del USS Flagg hasta que los nanomites puedan eliminarse de forma segura de su cuerpo y luego comparte un beso con Duke.
Baronesa aparece nuevamente en la película de reinicio de 2021 Snake Eyes, interpretada por Úrsula Corberó. Una vieja enemiga de Scarlett, miembro de G.I. Joe, que ha estado observando su actividad, Baronesa está vinculada a muchos ataques terroristas, incluido el asesinato de un miembro del parlamento junto con 200 civiles para influir en una elección. Ella también ha estado armando al jefe Yakuza Kenta con armas para que pueda tomar el control del clan Arashikage y obtener un artefacto mágico llamado "Joya del Sol" para la organización Cobra. Snake Eyes roba la Joya para Kenta y Baronesa a cambio de la ubicación del asesino de su padre. Después de que Kenta la traiciona y revela que solo tiene la intención de usar la Joya para sí mismo, Baronesa acepta una alianza temporal con Scarlett y el clan Arashikage, ayudándolos a derrotar a las fuerzas de Kenta. En una escena de mitad de créditos, Baronesa aparece en el jet privado de Tommy Arashikage y lo recluta para Cobra.

## Videojuegos
La Baronesa es uno de los villanos destacados en el juego de computadora de 1985 G.I. Joe: A Real American Hero. Ella también aparece como jefe en el juego de arcade G.I. Joe de 1992.
En el videojuego G.I. Joe: The Rise of Cobra, ella es el primer jefe, con quien se lucha hacia el final del acto "Arctic Arsenal". Ella es expresada por Grey DeLisle.